# KeyBank
KeyBank, la principal subsidiaria de KeyCorp, es un banco regional estadounidense con sede en Cleveland, Ohio , y es el único banco importante con sede en Cleveland. KeyBank es uno de los bancos más grandes de los Estados Unidos.
La base de clientes de Key abarca clientes minoristas, de pequeñas empresas, corporativos, comerciales y de inversión. KeyBank mantiene más de 1000 sucursales y más de 40 000 cajeros automáticos, que se encuentran en más de 15 estados: Alaska, Colorado, Connecticut, Delaware, Florida, Idaho, Illinois, Indiana, Iowa, Maine, Maryland, Massachusetts, Míchigan, Minnesota, Nueva Jersey, Nueva York, Ohio, Oregón, Pensilvania, Rhode Island, Texas, Utah, Vermont, Virginia, Washington D. C. y Washington. KeyCorp mantiene oficinas comerciales en 39 estados.
Key ocupó el puesto 449 en la lista Fortune 500 de 2022 según sus ingresos de 2021.

## Historia
KeyBank es la principal subsidiaria de KeyCorp, que se formó en 1994 mediante la fusión de Society Corporation de Cleveland, Ohio ("Society Bank") y KeyCorp ("Old KeyCorp") de Albany, Nueva York. La fusión convirtió brevemente a Key en el décimo banco más grande de EE. UU. Sus raíces se remontan al Commercial Bank of Albany, Nueva York en 1825 y a la Cleveland's Society for Savings, fundada en 1849.